# Charles Morerod
Mons. Dr. Charles Morerod O.P. (* 28. října 1961, Riaz) je římskokatolický biskup a doktor teologie, který je od roku 2011 sídelním biskupem diecéze lausannsko-ženevsko-fribourské. V letech 2016-2018 zastával úřad předsedy Švýcarské biskupské konference.

## Život
Charles Morerod se narodil 28. října 1961 ve švýcarském Riazu. Do noviciátu v dominikánském řádu nastoupil roku 1983, v roce 1988 byl vysvěcen na kněze.
Na Freiburské univerzitě obdržel v roce 1987 licenciát teologie, o několik let později (r. 1994) získal na stejné univerzitě doktorát teologie. V roce 1996 zde získal také licenciát filosofie. Doktorát z filosofie získal v roce 2004 na Katolické univerzitě v Toulouse.
Od roku 2011 zastává úřad sídelního biskupa lausannsko-ženevsko-fribourské diecéze. Na biskupa byl vysvěcen 11. prosince 2011 ve Fribourské katedrále svatého Mikuláše. Hlavním světitelem byl kardinál Georges Cottier, OP.
Dne 12. června 2012 byl jmenován členem Kongregace pro katolickou výchovu. Je také členem Kongregace pro bohoslužbu a svátosti.
V roce 2015 byl kardinálem O'Brienem investován do hodnosti rytíře komtura s hvězdou Řádu Božího hrobu, od 12. května 2018 je velkopřevorem švýcarského místodržitelství řádu.